# 레이디 채털리
《레이디 채털리》(Lady Chatterley)는 영국에서 제작된 파스칼 페랑 감독의 2006년 드라마, 멜로/로맨스 영화이다. D. H. 로런스의 채털리 부인의 연인의 초기 버전인 소설 John Thomas and Lady Jane을 각색한 것이다. 마린나 핸즈 등이 주연으로 출연하였고 질 샌도즈 등이 제작에 참여하였다. 프랑스에서는 2006년 11월 1일 개봉되었고 미국에서는 2007년 6월 22일 제한적으로 개봉하였으며 영국에서는 2007년 8월 24일 개봉하였다.

## 출연

### 주연
- 마린나 핸즈
- 쟝-루이스 콜로흐

### 조연
- 이폴리트 지라르도
- 헬렌 알렉산드리디스
- 헬레네 필리에레스

## 기타
- 원작자: 데이비드 허버트 로렌스
- 공동제작: 크리스티나 라센
- 미술: 프랑소와 르노 라바르세
- 배역: 리처드 루시우
- 배역: 사라 테퍼